# Postój pojazdu
Postój pojazdu – unieruchomienie pojazdu niewynikające z warunków lub przepisów ruchu drogowego, trwające dłużej niż 1 minutę.
Postój na drodze dla pieszych jest możliwy kołami jednego boku lub przednią osią pojazdu o masie do 2,5 tony pod warunkiem, że:
- na danym odcinku drogi nie ma zakazu postoju
- nie utrudnia ruchu pieszym
- pojazd umieszczony przednią osią na drodze dla pieszych nie utrudnia ruchu na jezdni.

Zakazy postoju:
- w miejscach, gdzie utrudnia wjazd lub wyjazd z danego obiektu
- w strefie zamieszkania poza wyznaczonymi miejscami
- bezpośrednio po i przed przejazdem kolejowo-drogowym
- na obszarze zabudowanym samochodów o długości powyżej 12 m lub o ciężarze powyżej 16 t.